# Lacanau
Lacanau is een gemeente in het Franse departement Gironde (regio Nouvelle-Aquitaine). De plaats maakt deel uit van het arrondissement Lesparre-Médoc. Lacanau telde op 1 januari 2022 5.389 inwoners.

## Geografie
De oppervlakte van Lacanau bedroeg op 1 januari 2022 214,02 vierkante kilometer; de bevolkingsdichtheid was toen 25,2 inwoners per km².

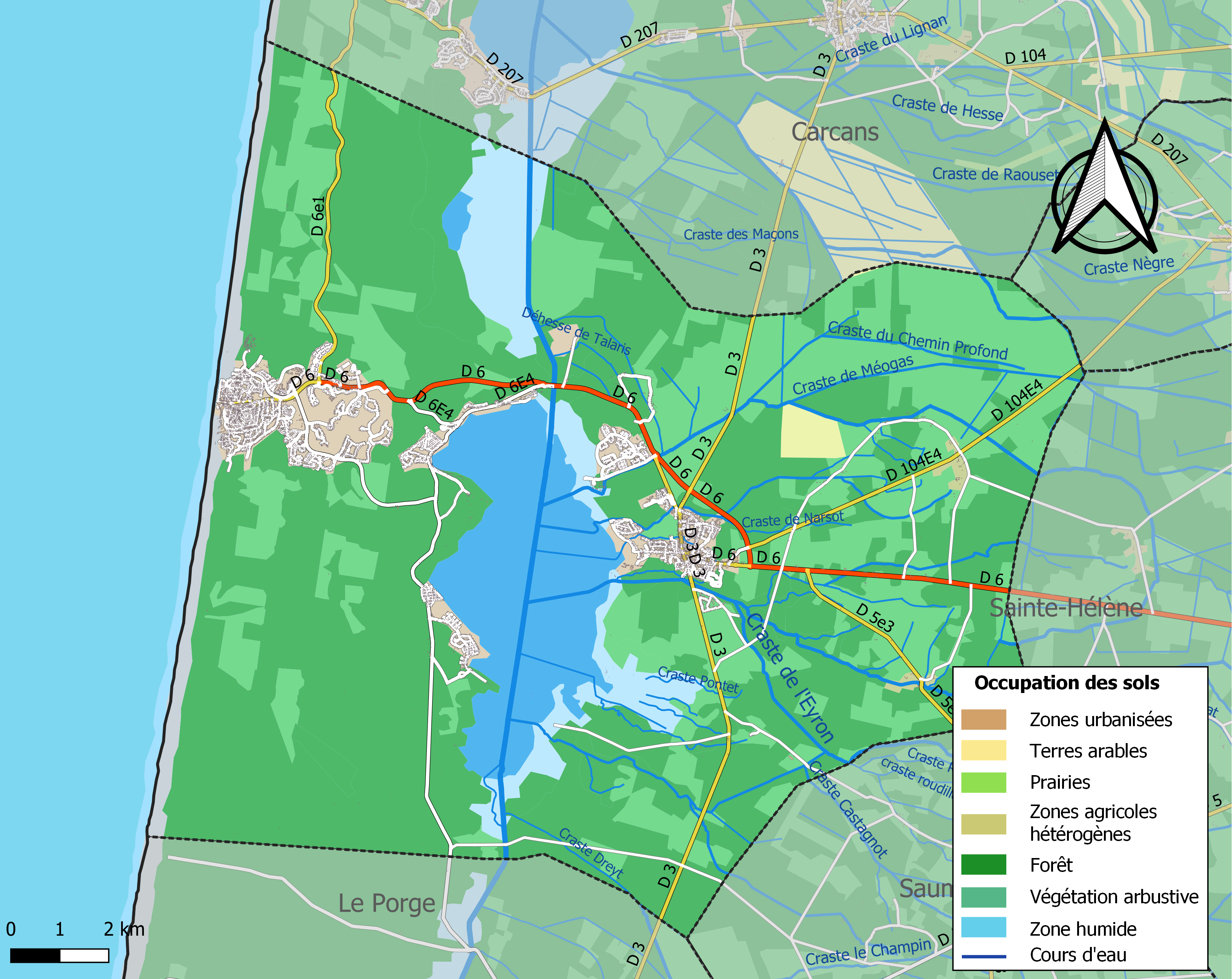
Kaart van de gemeente met belangrijkste infrastructuur, bodemgebruik en omliggende gemeenten

Lacanau is sinds de jaren 70 uitgegroeid tot een van de meest populaire surfplekken van Europa. Sinds 1980 doen ieder jaar professionele surfers Lacanau-Océan aan voor een etappe van de ASP Worldtour.

## Demografie
Onderstaande figuur toont het verloop van het inwonertal (bron: INSEE-tellingen).

## Sport
Lacanau was één keer etappeplaats in wielerkoers Ronde van Frankrijk. In 1976 won de Belg Freddy Maertens er een rit.

## Afbeeldingen

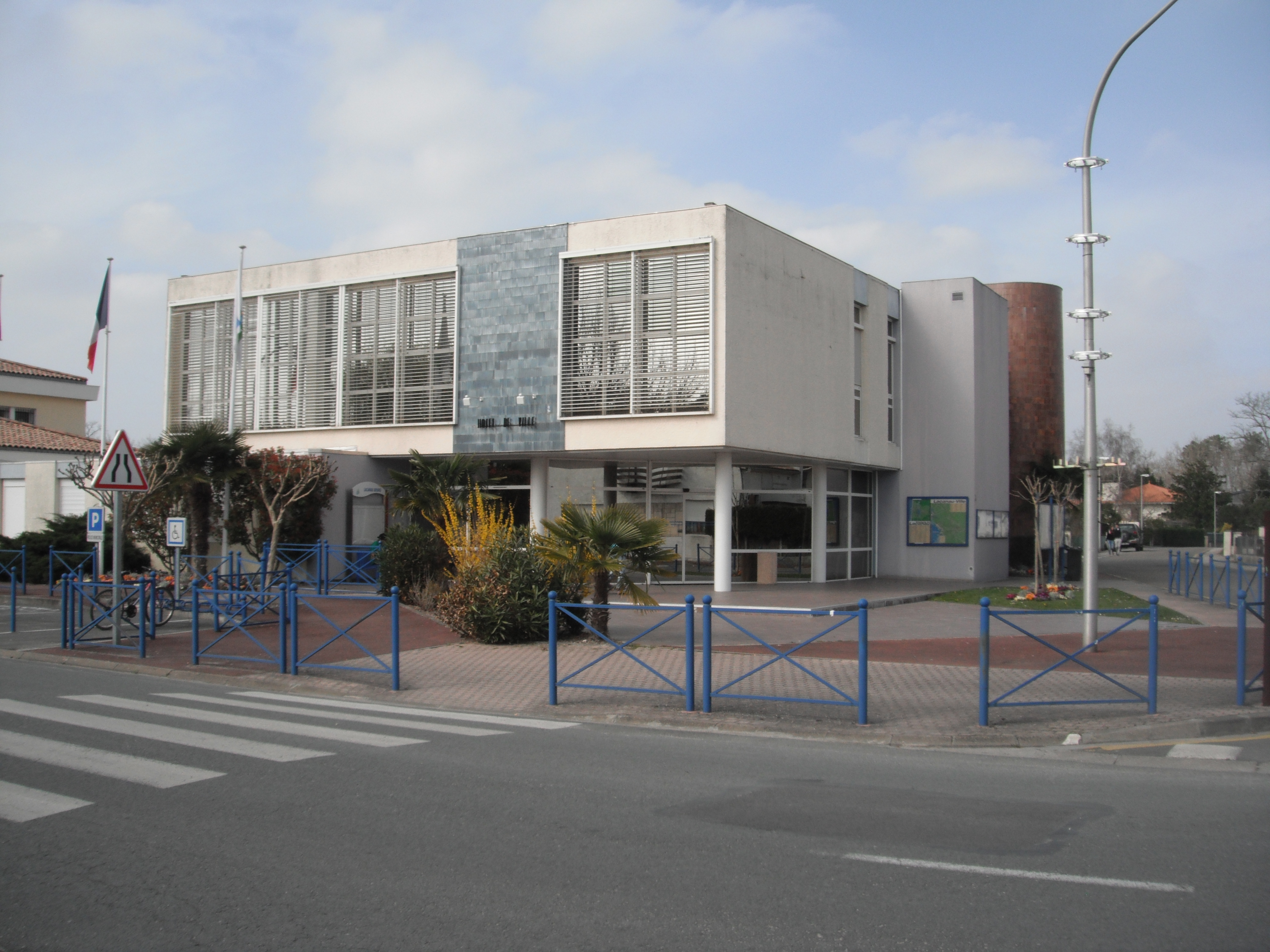
Gemeentehuis
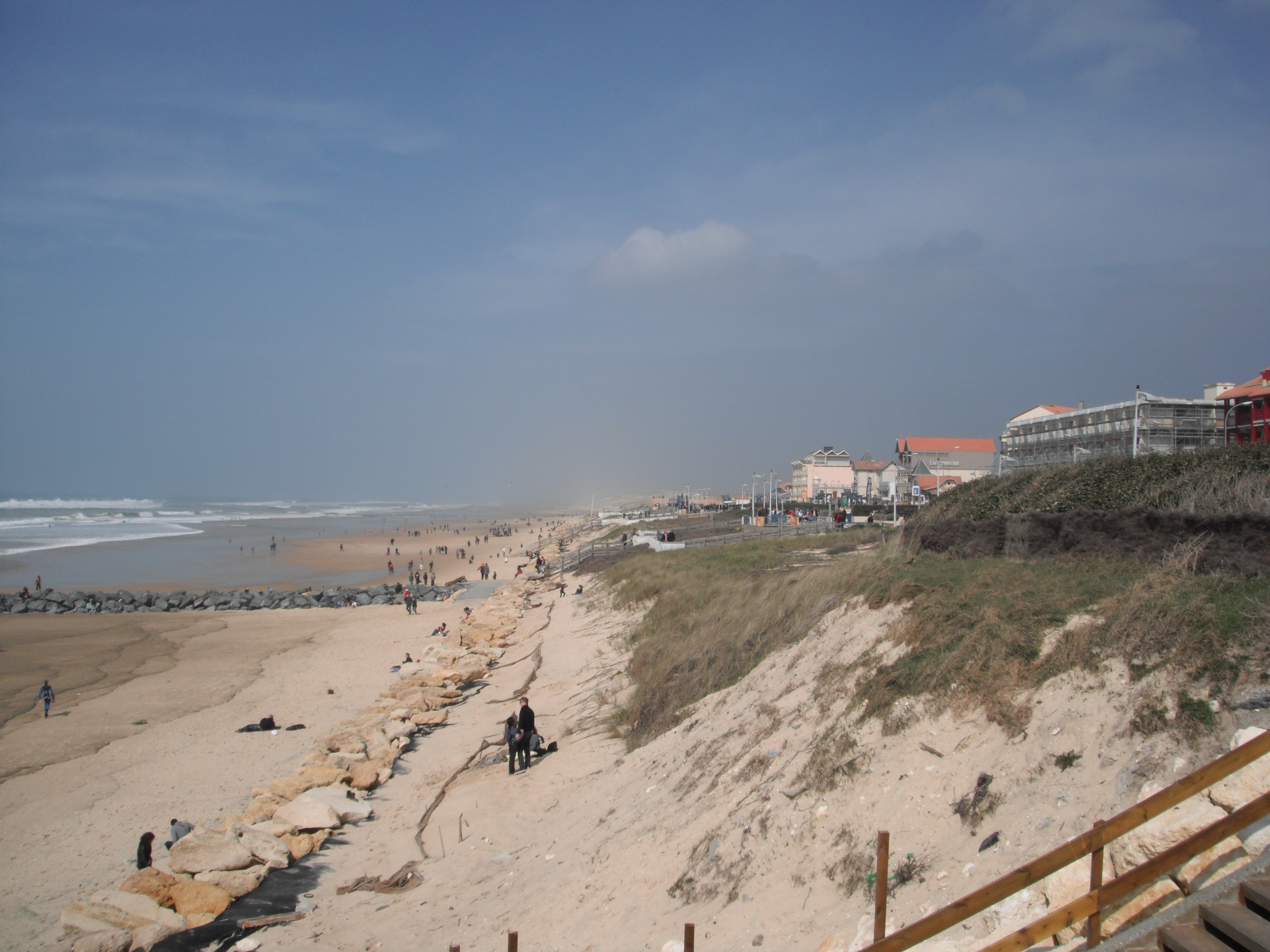
Strand van Lacanau-Océan
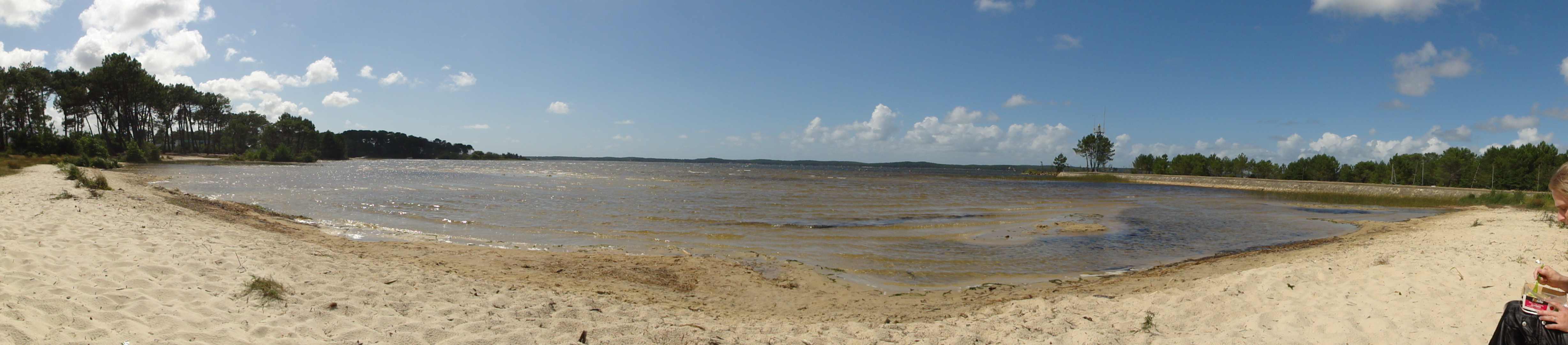
Étang van Lacanau